# トゥルノン＝シュル＝ローヌ
トゥルノン＝シュル＝ローヌ(Tournon-sur-Rhône)は、フランス南東部、オーヴェルニュ＝ローヌ＝アルプ地域圏アルデシュ県東部のコミューン。ローヌ川谷に位置する。

## 由来
トゥルノンのラテン語での地名トゥリス・フォルティッシマ（Turris Fortissima）とは、『塔によって守られた』を意味する。

## 歴史
中世、トゥルノンはワインの交易で財を成し、カール大帝が後ろ盾となっていた。初期からフランス王国との同盟関係を持っていたことが、ルネサンス期に王家に近づく要因となった。